# メードヌイ・アレウト語
メードヌイ・アレウト語（メードヌイ・アレウトご、Mednyj Aleut , ロシア語: алеутско-медновский язык, 英語: Copper Island Creol, Copper Island Aleut）は、ベーリング島で話される混合言語である。英語表記から銅島アレウト語ともいう。2021年3月7日、最後の話者であるVera Timoshenkoが死亡し死語となった。アレウト語の名詞にロシア語の動詞をもち、複雑な屈折を保った言語である。もともとはメードヌイ島で話されていたが、話者は1970年に全てベーリング島へ移住した。